# Carlos Barra
Carlos Leonardo Barra Díaz (ur. 6 listopada 1968 w Entabladero) – meksykański piłkarz występujący na pozycji środkowego pomocnika, obecnie trener.

## Kariera klubowa
Barra pochodzi z Entabladero w stanie Veracruz, natomiast karierę piłkarską rozpoczynał w klubie Pumas UNAM z siedzibą w stołecznym mieście Meksyk. Nie potrafiąc się przebić do seniorskiego zespołu, powrócił w rodzinne strony, zostając zawodnikiem drużyny Tiburones Rojos de Veracruz, w której barwach za kadencji urugwajskiego szkoleniowca Roberto Matosasa w wieku dwudziestu jeden lat zadebiutował w meksykańskiej Primera División, 11 listopada 1989 w wygranym 3:1 spotkaniu z Santos Laguną. Od razu wywalczył sobie niepodważalną pozycję w wyjściowej jedenastce i za sprawą świetnych występów został wybrany przez Meksykański Związek Piłki Nożnej odkryciem ligowego sezonu 1989/1990. Premierowego gola w najwyższej klasie rozgrywkowej strzelił 16 lutego 1991 w wygranej 2:1 konfrontacji z Pumas UNAM. W barwach Veracruz występował ogółem przez pięć lat, nie odnosząc jednak żadnych sukcesów zarówno na arenie krajowej, jak i międzynarodowej, a ponadto przez ostatni sezon pełnił tylko rolę rezerwowego. W lipcu 1994 przeszedł do ekipy Monarcas Morelia, gdzie spędził rok, również bez większych osiągnięć i głównie jako rezerwowy, po czym powrócił do Veracruz, którego zawodnikiem również pozostawał jeszcze przez dwanaście miesięcy.
Latem 1996 Barra przeniósł się do stołecznego zespołu Cruz Azul, gdzie od razu został kluczowym zawodnikiem linii pomocy. W 1996 roku triumfował z nim w najbardziej prestiżowych rozgrywkach północnoamerykańskiego kontynentu – Pucharze Mistrzów CONCACAF, natomiast w sezonie 1996/1997 zdobył krajowy puchar – Copa México. Wówczas także po raz drugi wywalczył północnoamerykański Puchar Mistrzów, zaś podczas jesiennych rozgrywek Invierno 1997 osiągnął z Cruz Azul jedyne w swojej karierze mistrzostwo Meksyku, mając wówczas pewną pozycję w pierwszym składzie drużyny prowadzonej przez Luisa Fernando Tenę. Dwa lata później, w sezonie Invierno 1999 zanotował natomiast tytuł wicemistrza kraju, a w 2001 roku dotarł ze swoją ekipą do finału rozgrywek Copa Libertadores. Wtedy był już jednak wyłącznie rezerwowym drużyny, zaś w sumie w Cruz Azul występował przez sześć sezonów. Profesjonalną karierę piłkarską zakończył w wieku 34 lat.

## Kariera reprezentacyjna
W seniorskiej reprezentacji Meksyku Barra zadebiutował za kadencji selekcjonera Ignacio Trellesa, 12 marca 1991 w zremisowanym 2:2 spotkaniu z USA w ramach Mistrzostw NAFC, w których jego kadra ostatecznie triumfowała. Ogółem swój bilans reprezentacyjny zamknął na czterech występach, nie zdobywając w nich ani jednego gola.

## Kariera trenerska
Po zakończeniu kariery piłkarskiej Barra rozpoczął pracę w roli szkoleniowca, powracając do swojego macierzystego Tiburones Rojos de Veracruz. Tam przez kilka lat pracował jako asystent trenerów takich jak Wilson Graniolatti czy Juan Carlos Chávez, zaś w połowie 2006 roku objął drugoligowe rezerwy klubu, Tiburones Rojos de Coatzacoalcos, które prowadził bez większych sukcesów przez kolejne dwa i pół roku. Ponadto w lutym 2007, po odejściu z klubu szkoleniowca Pedro Monzóna, tymczasowo poprowadził w jednym spotkaniu pierwszą drużynę Veracruz. W styczniu 2009 został asystentem trenera Víctora Manuela Vuceticha w zespole CF Monterrey i rolę tę pełnił z sukcesami przez kolejne pięć lat; ich współpraca zaowocowała zdobyciem dwóch mistrzostw Meksyku (Apertura 2009, Apertura 2010), wicemistrzostwa (Clausura 2012), zwycięstwem w rozgrywkach InterLigi (2010), trzykrotnym triumfem w Lidze Mistrzów CONCACAF (2011, 2012, 2013) oraz dwukrotnym udziałem w Klubowych Mistrzostwach Świata (2011, 2012). We wrześniu 2013 towarzyszył również Vucetichowi podczas jego krótkiego epizodu w roli selekcjonera reprezentacji Meksyku.
W lutym 2014 Barra powrócił do CF Monterrey, tym razem w roli tymczasowego trenera, zastępując na tym stanowisku José Guadalupe Cruza. Szybko odmienił grę drużyny, która w siedmiu ostatnich spotkaniach wygrała tylko raz, dzięki czemu władze klubu zdecydowały się pozostawić go na stanowisku na stałe. W kolejnym sezonie dotarł z Monterrey aż do półfinału ligowej fazy play-off, a po roku pracy, w lutym 2015, został zwolniony w konsekwencji słabych wyników (jedno zwycięstwo w ostatnich ośmiu meczach).